# William H. King

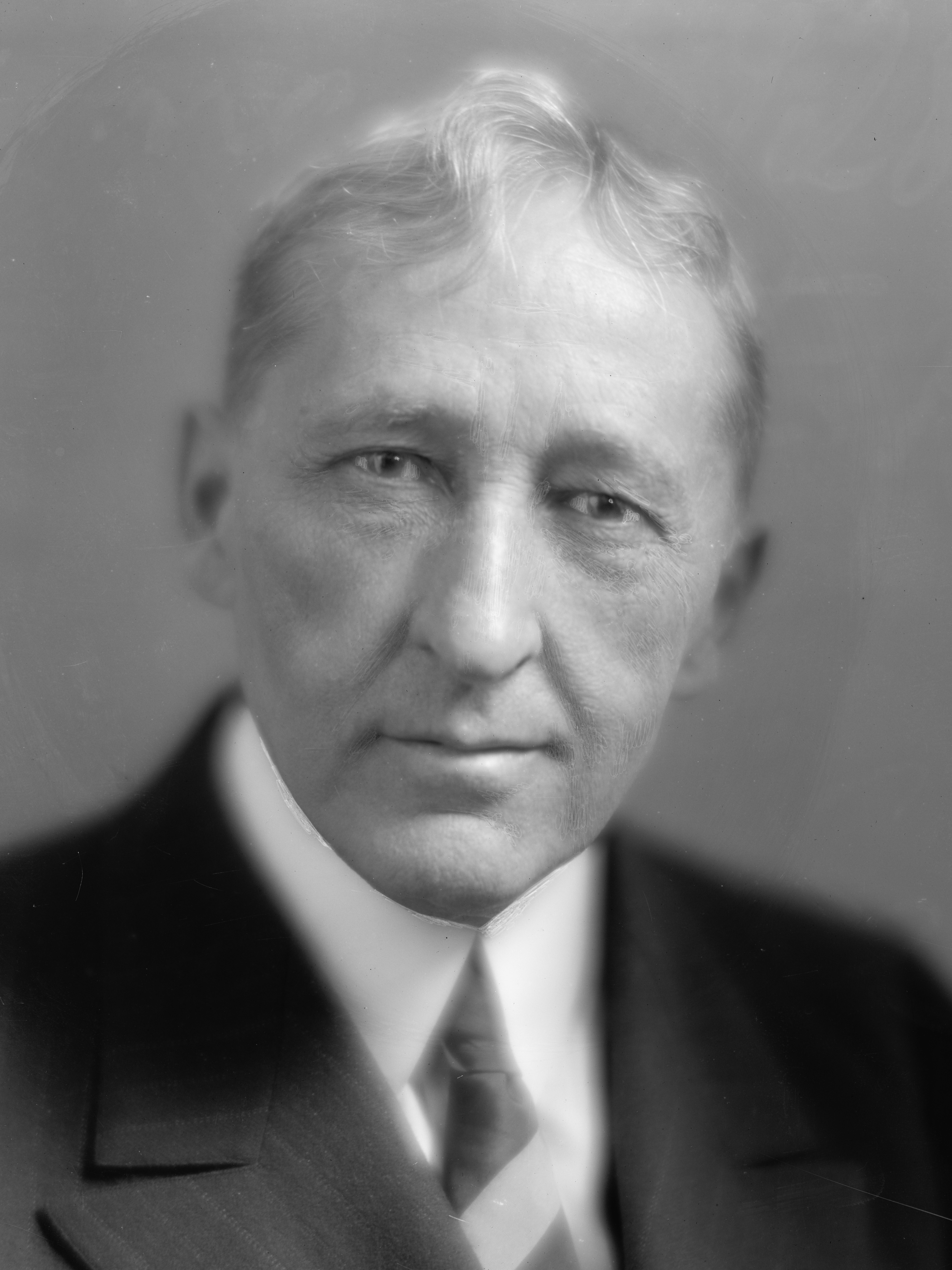
William H. King

William Henry King, född 3 juni 1863 i Fillmore, Utahterritoriet, död 27 november 1949 i Salt Lake City, Utah, var en amerikansk demokratisk politiker och jurist. Han representerade delstaten Utah i båda kamrarna av USA:s kongress, först i representanthuset 1897-1899 samt 1900-1901 och sedan i senaten 1917-1941.
King studerade vid Brigham Young University och University of Deseret (numera University of Utah). Han tillbringade åren 1880-1883 som missionär i Storbritannien. Han avlade sedan juristexamen vid University of Michigan och inledde 1890 sin karriär som advokat i Utahterritoriet. Han var domare i Utahterritoriets högsta domstol från 1894 fram till 1896 då Utah blev USA:s 45:e delstat.
King efterträdde 1897 Clarence Emir Allen som kongressledamot. Han kandiderade inte till omval i kongressvalet 1898. B.H. Roberts vann kongressvalet men avsattes sedan på grund av polygami. King fyllnadsvaldes 1900 till representanthuset och efterträddes följande år av George Sutherland.
King besegrade den sittande senatorn George Sutherland i senatsvalet 1916. Han omvaldes 1922, 1928 och 1934. Han var tillförordnad talman i senaten, president pro tempore of the United States Senate, 1940-1941. Han efterträddes 1941 som senator av Orrice Abram Murdock.
King var mormon. Han gravsattes på begravningsplatsen Salt Lake City Cemetery.